# Meridiano 128 oeste
El meridiano 128 oeste de Greenwich es una línea de longitud que se extiende desde el Polo Norte atravesando el océano Ártico, América del Norte, el océano Pacífico, el océano Antártico y la Antártida hasta el Polo Sur.
El meridiano 128 oeste forma un gran círculo con el meridiano 52 este.
Comenzando en el Polo Norte y dirigiéndose hacia el Polo Sur, el meridiano 128 oeste pasa a través de:
| Coordenadas                         | País, territorio o mar | Notas |
| ----------------------------------- | ---------------------- | --- |
| 90°0′N 128°0′O / 90.000, -128.000   | Océano Ártico          | |
| 75°34′N 128°0′O / 75.567, -128.000  | Mar de Beaufort        | Pasa justo al este de Baillie Islands, Territorios del Noroeste, Canadá                                         |
| 70°34′N 128°0′O / 70.567, -128.000  | Canadá                 | Territorios del Noroeste Yukón Columbia Británica - contienental, Cunningham Island, Denny Island e Isla Hunter |
| 51°54′N 128°0′O / 51.900, -128.000  | Fitz Hugh Sound        | |
| 51°44′N 128°0′O / 51.733, -128.000  | Canadá                 | Columbia Británica - Hecate Island y Calvert Island                                                             |
| 51°28′N 128°0′O / 51.467, -128.000  | Océano Pacífico        | Sound de la Reina Carlota                                                                                       |
| 50°51′N 128°0′O / 50.850, -128.000  | Canadá                 | Columbia Británica - Isla de Vancouver                                                                          |
| 50°28′N 128°0′O / 50.467, -128.000  | Océano Pacífico        | Pasa justo al este de la Isla Henderson, Islas Pitcairn                                                         |
| 60°0′S 128°0′O / -60.000, -128.000  | Océano Antártico       | |
| 74°12′S 128°0′O / -74.200, -128.000 | Antártida              | Territorio no reclamado                                                                                         |